# Романовка (Бірський район)
Рома́новка (рос. Романовка, башк. Романовка) — присілок у складі Бірського району Башкортостану, Росія. Водить до складу Угузевської сільської ради.
Населення — 62 особи (2010; 83 у 2002).
Національний склад:
- башкири — 88 %